# Johannes Secundus

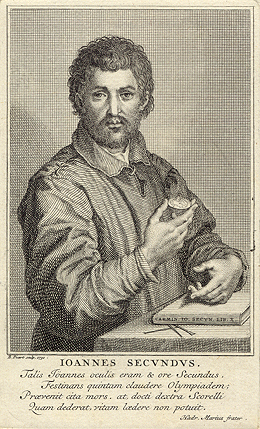
Janus Secundus.

Johannes Secundus, Janus Secundus o Juan Segundo (nacido Jan Everaerts; La Haya, 15 de noviembre de 1511-Tournai, septiembre de 1536) fue un poeta neolatino de origen neerlandés.

## Biografía
Fue hijo de Nicolás Everaerts, un conocido jurista que era amigo de Erasmo de Róterdam.
En 1528 su familia se mudó a Malinas, donde Secundus escribió su primer libro de elegías. En 1532 se trasladó, junto a su hermano Mario, a la localidad francesa de Bourges, donde estudió Derecho con Andrea Alciato. Un año después se licenció, y acompañó a su hermano Grudio a la corte del emperador Carlos V. Pasó dos años en España, trabajando como secretario del Arzobispo de Toledo. Sin embargo, tuvo que volver a Malinas por problemas de salud, y murió en septiembre de 1536, cuando contaba con 24 años de edad.

## Obra literaria
Secundus fue un autor prolífico, que en curso de su corta vida escribió varios libros de elegías, epigramas, odas, cartas en verso y epitalamios, así como varios escritos en prosa.
Su obra más importante y conocida fue el Liber basiorum o Libro de los besos, editado completo por primera vez en 1541. El Liber basiorum, también llamado simplemente Basia o Besos, es una breve colección de diecinueve poemas polimétricos, en los que el poeta trata el tema de los besos. Los Basia son en gran parte imitaciones de los poemas de Catulo (en particular los poemas 5 y 7), así como de varios poemas de la Antología Palatina. Johannes Secundus se sitúa, estilística y temáticamente, dentro de la línea del Neocatulianismo renacentista, aunque también introduce elementos del Neoplatonismo y del Petrarquismo. Dos años después murió de pulmonía.